# Reserva natural del Morro de Castelo Branco

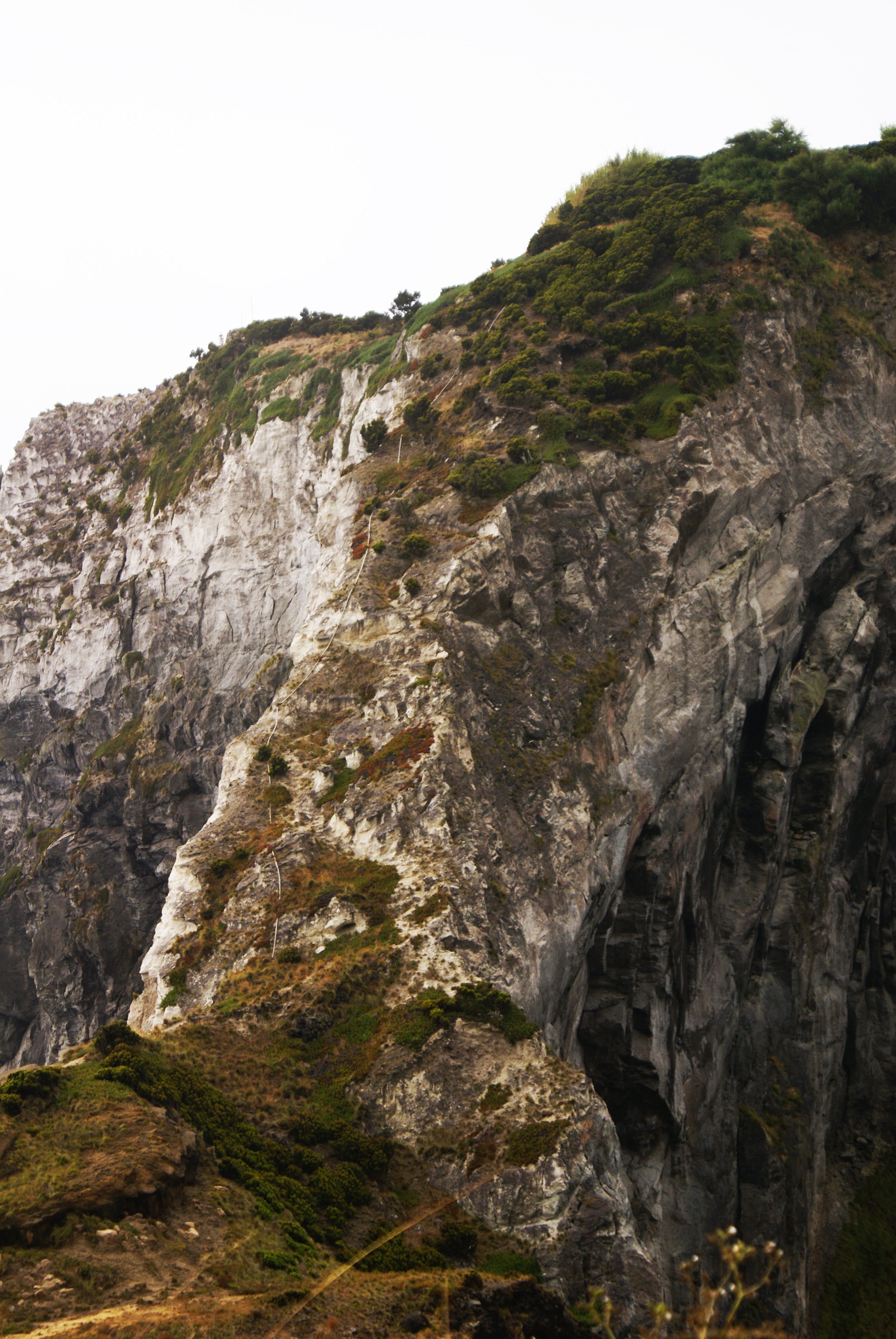
Colina de Castelo Branco, acceso.

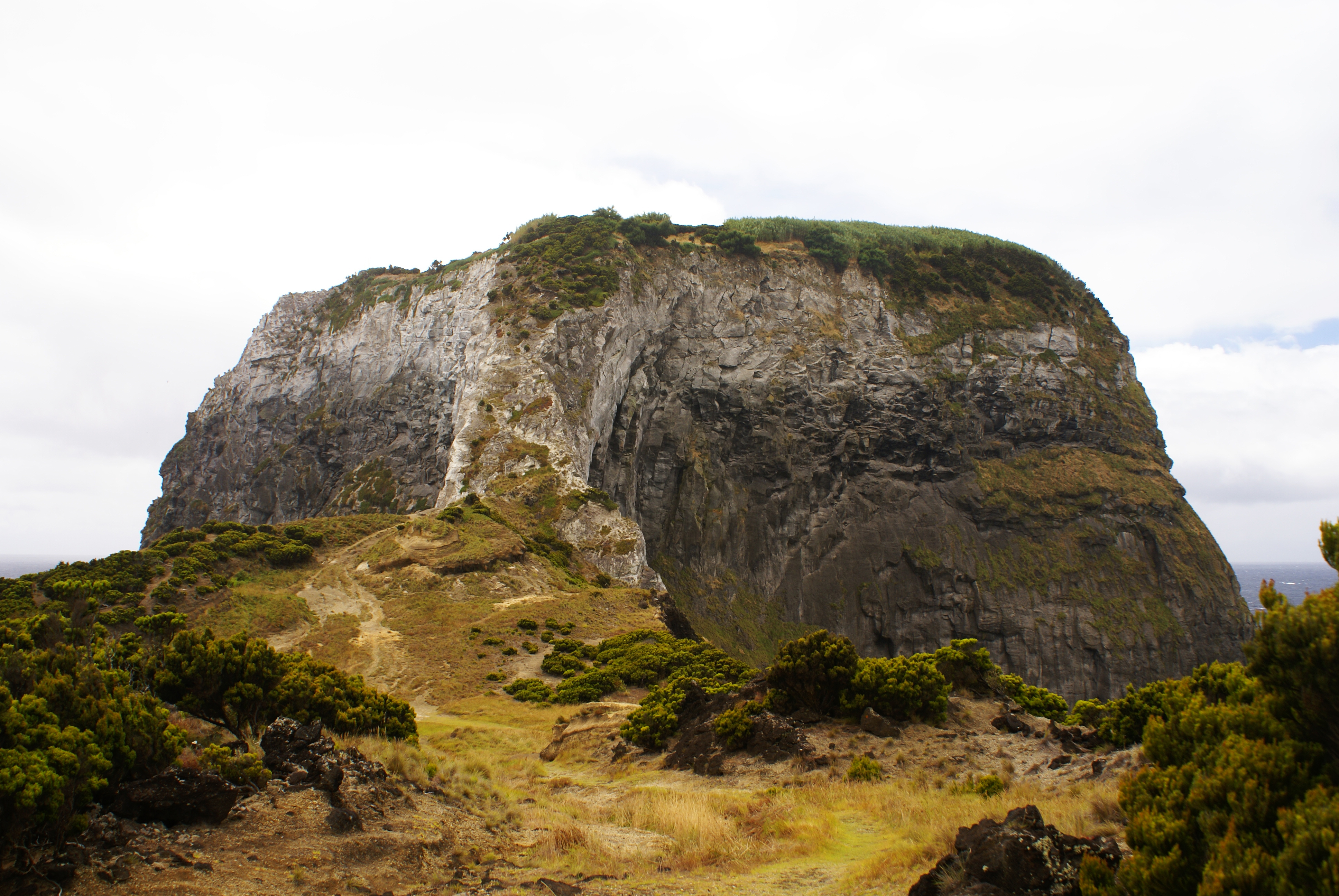
Colina de Castelo Branco, aspectos.

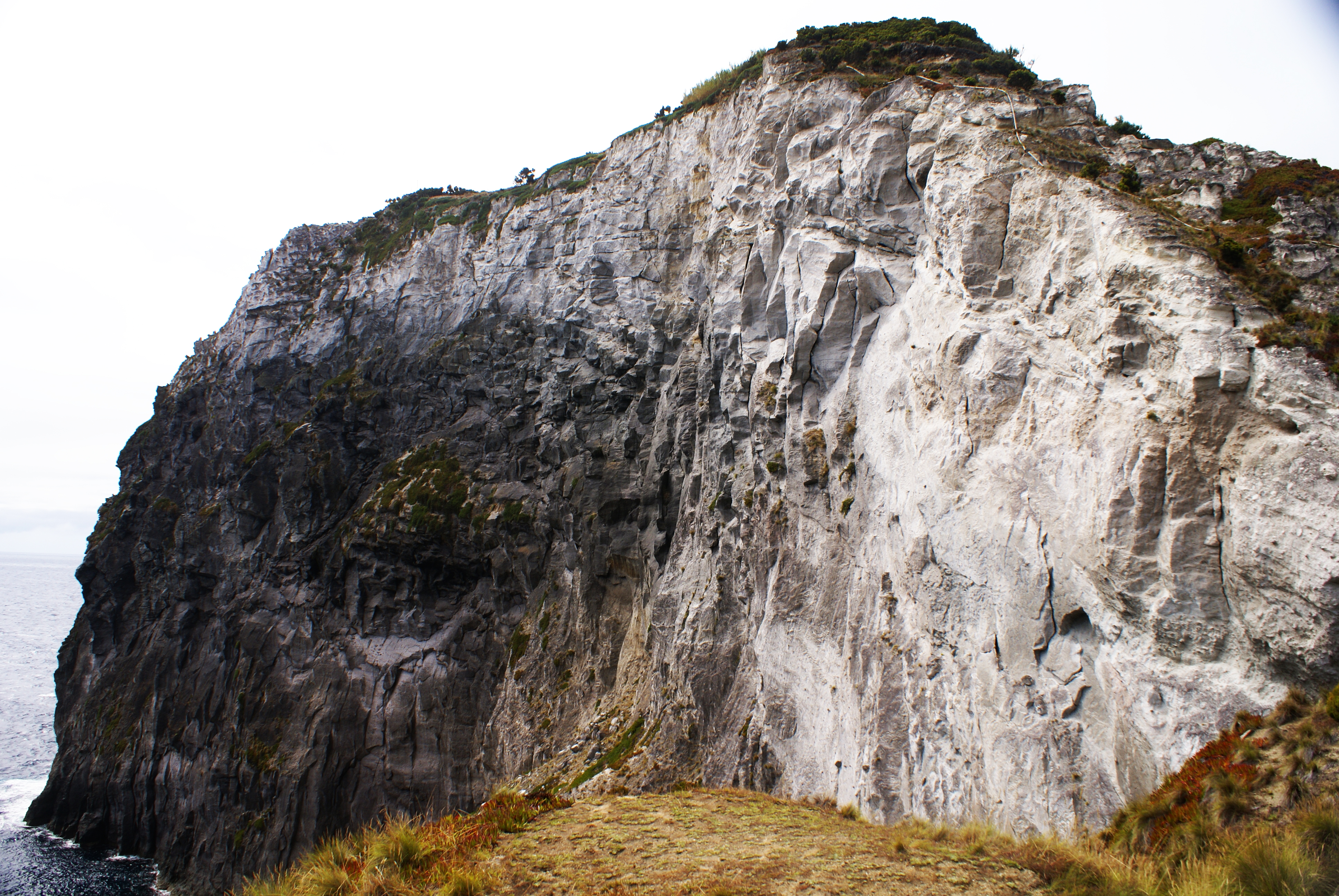
Colina de Castelo Branco, aspectos.

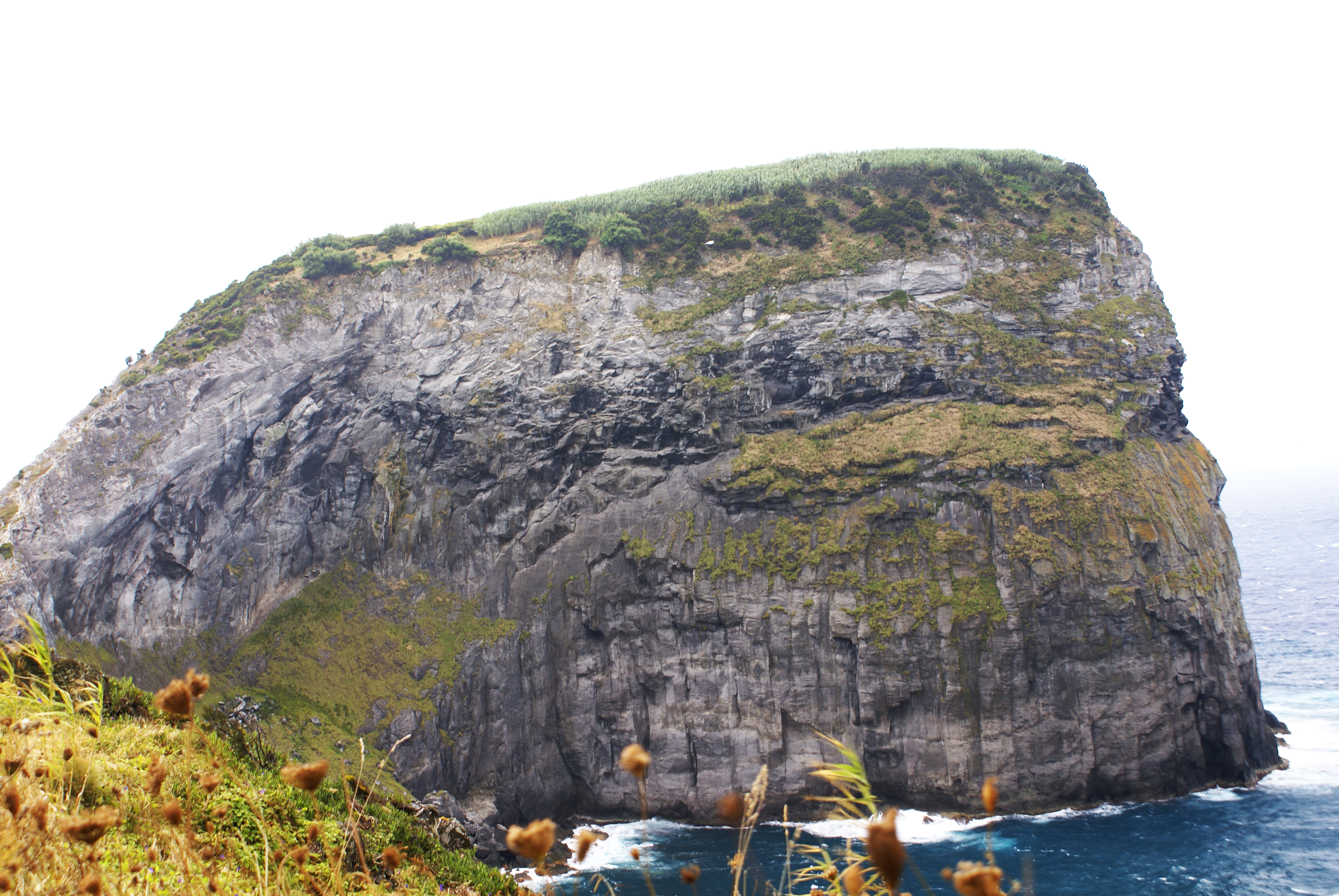
Colina de Castelo Branco, pormenor.

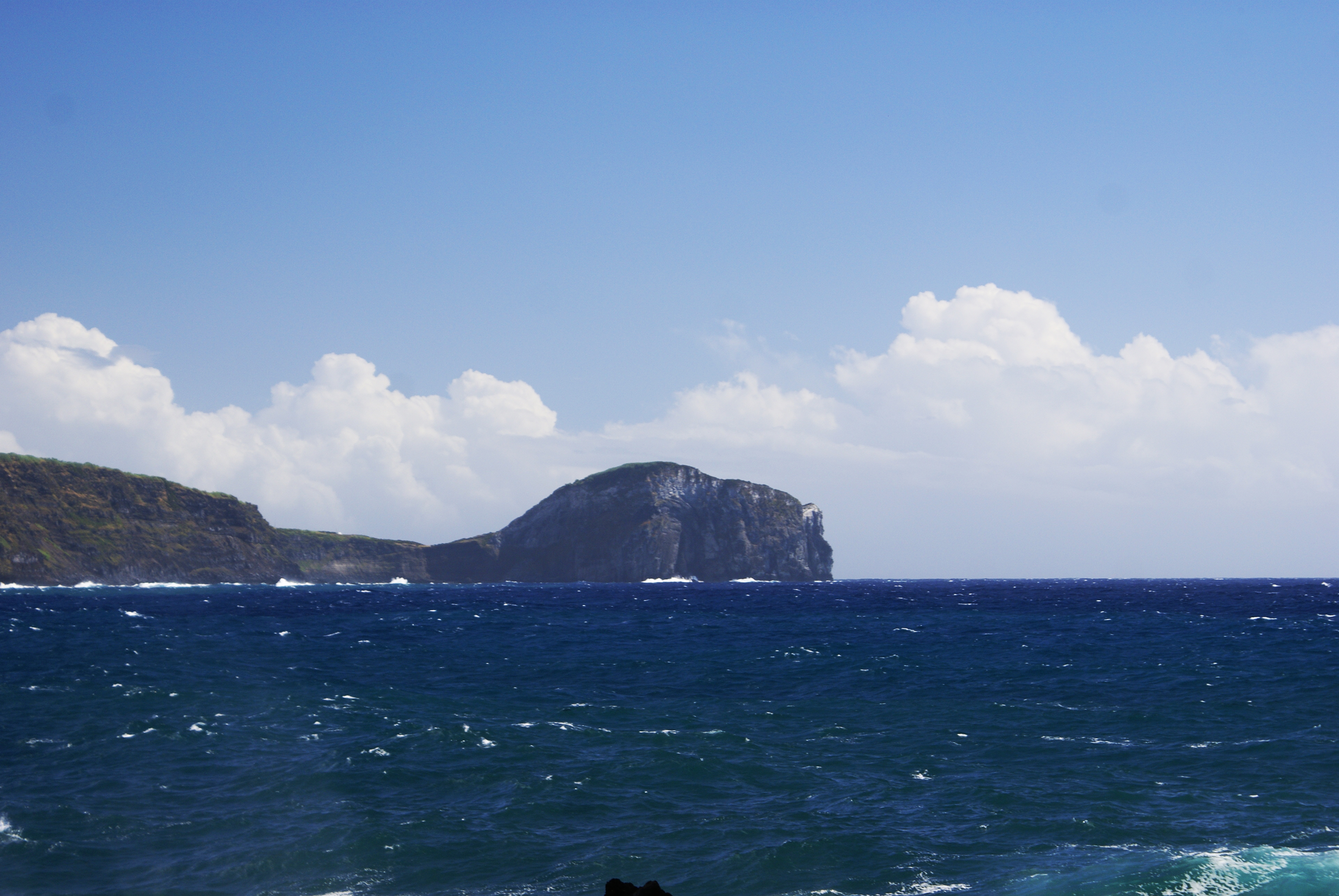
Monte de Castelo Branco, visto del Varado.

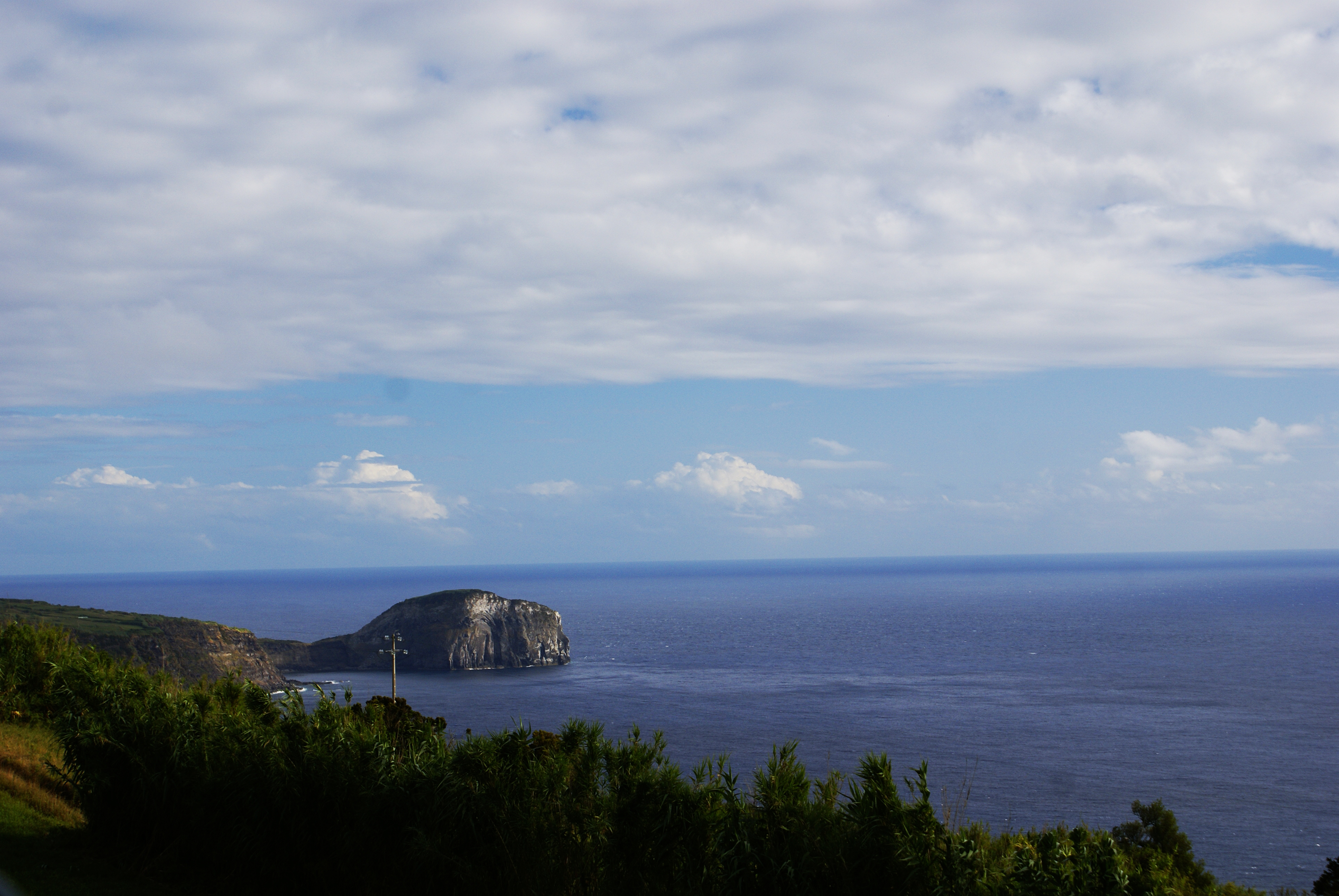
Colina de Castelo Branco, Castelo Branco.

La reserva natural del Morro de Castelo Branco es una formación volcánica y área de protección de la naturaleza, clasificada como zona especial de conservación, registrado en la Red Natura 2000, localizada en la parroquia de Castelo Branco (Horta), ayuntamiento de la Horta, isla de Fayal, archipiélago de los Azores y es uno de los dos ejemplos de este tipo de estructuras volcánicas existentes en la isla de Fayal, tratándose el otro de la Roca del Altar, situado en el interior de la Caldera de Fayal.
Esta formación, según los historiadores obtiene su nombre de la parroquia del Castelo Branco, pues su forma elevada hace recordar la de un castillo medieval de color blanco dando así el origen a su nombre “Castillo Blanco”.

## Geología
Esta reserva está constituida por la formación geológica denominada Colina de Castelo Branco que geologicamente hablando es el resto destruido de un cono volcánico de forma aproximadamente cilíndrica sobre la costa adyacente. Esta colina es el resultado de una erupción volcánica que ocurrió aproximadamente hace 30 mil años y se localiza en las coordenadas de Longitud 28º45' W y Latitud 38º31' N, con un área total de 138 ha.
El material volcánico expelido, debido a su viscosidad y características, esencialmente de espuma volcánica y a la mezcla con lava, piroclastos y traquitas, no consiguió drenar libremente hasta la superficie, por lo que se fue solidificando, dando origen al cono volcánico cuyos restos se pueden ver actualmente.
A lo largo de los milénios esta formación continuamente sujeta a la acción erosiva del mar fue sufriendo una metamorfosis al punto actual(2011) que su vinculación con la isla se limita a una estrecha península con tendencia a desaparecer transformando esta formación geológica en un islote.

## Fauna
Este lugar por sus características y aislamiento es muy solicitado por las aves marinas que aquí anidan. Entre ellas se encuentra el cagarro (Calonectris diomedea) que entre los meses de marzo y octubre procuran estos parajes.

## Protección
Esta área de protección natural se extiende desde el nivel del mar, con una altitud mínima de 0 m y una máxima de 149 m. surgiendo diferentes estratos geológicos a lo largo de toda el área, más específicamente de material traquítico, falésias verticales con grietas que forman pequeñas grutas con canto rodado y bloques rocosos. 

## Espacios protegidos en la Isla de Fayal
- Paisaje protegido del Monte de la Guía
- Parque natural regional del Canal y Monte de la Guía
- Reserva Natural de la Caldera de Fayal
- Reserva Florestal del Cabouco Velho
- Reserva Florestal del Capelo
- Reserva Florestal de Recreo de la Falca
- Reserva Florestal Parcial del Monte del Fuego
- Reserva Florestal Parcial del Volcán de los Capelinhos
- Zona de Protección Especial para la Avifauna del Volcán de los Capelinhos
- Zona de Protección Especial para la Avifauna de la Caldera de Fayal